# Chaetoderma nitens
Chaetoderma nitens is een schildvoetigensoort uit de familie van de Chaetodermatidae. De wetenschappelijke naam van de soort is voor het eerst geldig gepubliceerd in 1876 door Möbius.